# مدار ۳۴ درجه شمالی
مدار ۳۴ درجه شمالی، دایره‌ای از عرض جغرافیایی است که در ۳۴ درجهٔ شمالی خط استوا  قرار دارد.

## گذر از مناطق
از نصف‌النهار مبدأ شروع می‌شود و به سمت مشرق ۳۴ درجه شمالی از موارد زیر گذر می‌کند:
| مختصات‌ها                                             | کشور، قلمرو یا دریا | توضیحات |
| ---------------------------------------------------- | ------------------- | --- |
| ۳۴°۰′ شمالی ۰°۰′ شرقی / ۳۴٫۰۰۰°شمالی ۰٫۰۰۰°شرقی      | الجزایر             | |
| ۳۴°۰′ شمالی ۷°۳۳′ شرقی / ۳۴٫۰۰۰°شمالی ۷٫۵۵۰°شرقی     | تونس                | |
| ۳۴°۰′ شمالی ۱۰°۳′ شرقی / ۳۴٫۰۰۰°شمالی ۱۰٫۰۵۰°شرقی    | مدیترانه            | گذرکردن از شمال بیروت, لبنان |
| ۳۴°۰′ شمالی ۳۵°۳۹′ شرقی / ۳۴٫۰۰۰°شمالی ۳۵٫۶۵۰°شرقی   | لبنان               | |
| ۳۴°۰′ شمالی ۳۶°۲۲′ شرقی / ۳۴٫۰۰۰°شمالی ۳۶٫۳۶۷°شرقی   | سوریه               | |
| ۳۴°۰′ شمالی ۴۰°۶′ شرقی / ۳۴٫۰۰۰°شمالی ۴۰٫۱۰۰°شرقی    | عراق                | |
| ۳۴°۰′ شمالی ۴۵°۲۷′ شرقی / ۳۴٫۰۰۰°شمالی ۴۵٫۴۵۰°شرقی   | ایران               | |
| ۳۴°۰′ شمالی ۶۰°۳۰′ شرقی / ۳۴٫۰۰۰°شمالی ۶۰٫۵۰۰°شرقی   | افغانستان           | |
| ۳۴°۰′ شمالی ۶۹°۵۴′ شرقی / ۳۴٫۰۰۰°شمالی ۶۹٫۹۰۰°شرقی   | پاکستان             | مناطق قبیله‌ای فدرال |
| ۳۴°۰′ شمالی ۷۰°۱۰′ شرقی / ۳۴٫۰۰۰°شمالی ۷۰٫۱۶۷°شرقی   | افغانستان           | |
| ۳۴°۰′ شمالی ۷۰°۵۵′ شرقی / ۳۴٫۰۰۰°شمالی ۷۰٫۹۱۷°شرقی   | پاکستان             | Federally Administered Tribal Area · خیبر پختونخوا - passing through پیشاور · پنجاب (پاکستان) - حدود 8 km · Khyber Pakhtunkhwa · Punjab - حدود 3 km · کشمیر آزاد - ادعا شده توسط هند   |
| ۳۴°۰′ شمالی ۷۴°۱۵′ شرقی / ۳۴٫۰۰۰°شمالی ۷۴٫۲۵۰°شرقی   | هند                 | جامو و کشمیر - ادعا شده توسط پاکستان |
| ۳۴°۰′ شمالی ۷۸°۴۵′ شرقی / ۳۴٫۰۰۰°شمالی ۷۸٫۷۵۰°شرقی   | اکسائی چن           | Disputed between هند and چین |
| ۳۴°۰′ شمالی ۷۸°۵۴′ شرقی / ۳۴٫۰۰۰°شمالی ۷۸٫۹۰۰°شرقی   | چین                 | منطقه خودمختار تبت چینگهای سیچوآن − حدود 4 km Qinghai گانسو Sichuan Gansu شاآنشی استان هنان آن‌هوئی Henan Anhui جیانگسو − حدود 5 km Anhui − حدود 4 km Jiangsu                           |
| ۳۴°۰′ شمالی ۱۲۰°۲۳′ شرقی / ۳۴٫۰۰۰°شمالی ۱۲۰٫۳۸۳°شرقی | دریای چین شرقی      | Passing by several islands of کره جنوبی |
| ۳۴°۰′ شمالی ۱۲۷°۱۹′ شرقی / ۳۴٫۰۰۰°شمالی ۱۲۷٫۳۱۷°شرقی | کره جنوبی           | Port Hamilton islands |
| ۳۴°۰′ شمالی ۱۲۷°۲۰′ شرقی / ۳۴٫۰۰۰°شمالی ۱۲۷٫۳۳۳°شرقی | تنگه کره            | گذرکردن از جنوب تسوشیما, ژاپن |
| ۳۴°۰′ شمالی ۱۳۰°۵۵′ شرقی / ۳۴٫۰۰۰°شمالی ۱۳۰٫۹۱۷°شرقی | ژاپن                | جزیرهٔ هونشو: — استان یاماگوچی جزیرهٔ شیکوکو: — استان اهیمه — استان توکوشیما جزیرهٔ Honshū: — استان واکایاما — استان نارا — استان میه                                                     |
| ۳۴°۰′ شمالی ۱۳۶°۱۶′ شرقی / ۳۴٫۰۰۰°شمالی ۱۳۶٫۲۶۷°شرقی | اقیانوس آرام        | Passing between the جزیرهٔ میاکجیما و میکوراجیما, ژاپن · گذرکردن از جنوب San Miguel Island, کالیفرنیا, ایالات متحده آمریکا                                                              |
| ۳۴°۰′ شمالی ۱۲۰°۱۴′ غربی / ۳۴٫۰۰۰°شمالی ۱۲۰٫۲۳۳°غربی | ایالات متحده آمریکا | کالیفرنیا - Santa Rosa Island و جزیره سانتا کروز |
| ۳۴°۰′ شمالی ۱۱۹°۳۳′ غربی / ۳۴٫۰۰۰°شمالی ۱۱۹٫۵۵۰°غربی | اقیانوس آرام        | گذرکردن از جنوب Anacapa Island, کالیفرنیا, ایالات متحده آمریکا |
| ۳۴°۰′ شمالی ۱۱۸°۲۹′ غربی / ۳۴٫۰۰۰°شمالی ۱۱۸٫۴۸۳°غربی | ایالات متحده آمریکا | کالیفرنیا - passing through لس‌آنجلس آریزونا نیومکزیکو تگزاس اکلاهما آرکانزاس میسیسیپی (ایالت) آلاباما جورجیا کارولینای جنوبی - passing through کلمبیا، کارولینای جنوبی کارولینای شمالی |
| ۳۴°۰′ شمالی ۷۷°۵۴′ غربی / ۳۴٫۰۰۰°شمالی ۷۷٫۹۰۰°غربی   | اقیانوس اطلس        | |
| ۳۴°۰′ شمالی ۶°۵۳′ غربی / ۳۴٫۰۰۰°شمالی ۶٫۸۸۳°غربی     | مراکش               | Passing through رباط (مراکش) |
| ۳۴°۰′ شمالی ۱°۴۰′ غربی / ۳۴٫۰۰۰°شمالی ۱٫۶۶۷°غربی     | الجزایر             | |